# Jak to robią single
Jak to robią single (ang. How to Be Single) – amerykański film fabularny z 2016 roku w reżyserii Christiana Dittera, wyprodukowany przez wytwórnię Warner Bros. Pictures. Główne role w filmie zagrały Dakota Johnson, Rebel Wilson, Alison Brie i Leslie Mann.

## Fabuła
Alice Kepley (Dakota Johnson) od czterech lat spotyka się z Joshem (Nicholas Braun). Pewnego dnia uświadamia sobie, że nie zna smaku niezależności, ponieważ zawsze miała kogoś u boku – najpierw rodziców, a potem partnera, którego poznała w trakcie studiów. Po namyśle postanawia tymczasowo zawiesić swój związek i odkryć własną drogę. Gdy rozpoczyna nową pracę w Nowym Jorku, zaprzyjaźnia się z Robin (Rebel Wilson). Dzięki niej kobieta poznaje świat singli. Z osobistymi problemami zmagają się także lekarka Meg (Leslie Mann) i Lucy (Alison Brie). Druga z nich ma dość nietypowe podejście do szukania miłości. Próbuje stworzyć algorytm, dzięki któremu znajdzie ideał. Skuteczną technikę umożliwiającą kolejne sercowe podboje stosuje z kolei barman Tom.

## Obsada
- Dakota Johnson jako Alice Kepley
- Rebel Wilson jako Robin
- Leslie Mann jako Meg Kepley
- Damon Wayans Jr. jako David Stone
- Anders Holm jako Tom
- Alison Brie jako Lucy
- Nicholas Braun jako Josh
- Jake Lacy jako Ken
- Jason Mantzoukas jako George
- Colin Jost jako Paul

## Odbiór

### Zysk
Film Jak to robią single zarobił 46,8 miliona dolarów w Stanach Zjednoczonych i Kanadzie oraz 53,1 miliona dolarów w pozostałych państwach; łącznie 100 milionów dolarów w stosunku do budżetu produkcyjnego 38 milionów dolarów.

### Krytyka
Film Jak to robią single spotkał się z mieszaną reakcją krytyków. W serwisie Rotten Tomatoes 47% ze stu pięćdziesięciu sześciu recenzji filmu jest pozytywne (średnia ocen wyniosła 5,23 na 10). Na portalu Metacritic średnia ocen z 32 recenzji wyniosła 51 punktów na 100.

### Nagrody i nominacje
| Rok  | Miejsce               | Nagroda               | Kategoria                            | Odbiorcy i nominowani | Wynik     |
| ---- | --------------------- | --------------------- | ------------------------------------ | --------------------- | --------- |
| 2017 | People's Choice Award | Kryształowa Statuetka | Ulubiona komedia                     | Jak to robią single   | nominacja |
| 2017 | People's Choice Award | Kryształowa Statuetka | Ulubiona aktorka w filmie komediowym | Rebel Wilson          | nominacja |